# Andreas Kinderling
Andreas Kinderling (* 20. April 1593 in Evessen; † 20. März 1664 in Helmstedt) war ein deutscher Logiker und Physiker.

## Leben
Der Sohn des beeidigten Holzvorstehers und Vorsprechers auf Landgerichten Heinrich Kinderling und dessen Frau Christiana, die Tochter des Landvogts in Heckerrode hinter Elm Lucas Homann, hatte 1600 die Schule in Wolfenbüttel besucht. 1609 setzte er seine Ausbildung in Salzwedel fort und hatte noch andere Schulen frequentiert. Danach nahm er am 16. Mai 1610 ein Studium an der Universität Helmstedt auf. 1611 reiste er über Frankfurt am Main an die Universität Köln, wo er seine Studien fortsetzte.
Zurückgekehrt nach Helmstedt, wurde er am 24. März 1618 Magister der Philosophie und hielt sich ab 1619 in Frankfurt am Main auf, wo er – von Matthias van Overbeck († 1637) gefördert – seine Studien fortsetzte. Mit diesem reiste er nach Holland, wo er an der Universität Leiden 1620 Gilbert Jacheus (1578–1628) und Caspar van Baerle kennen lernte. 1638 übernahm er an der Universität Helmstedt die philosophische Fakultätsprofessur der Logik, welche er 1650 mit der Professur für Physik (Naturphilosophie) tauschte, die er bis zu seinem Lebensende versah. Im Sommersemester 1643, 1655 und 1661 war er Prorektor der Juliana.

## Werke (Auswahl)
- Disputatio Metaphysica De Necessitate Et Contingentia. Präside: Berthold Nihus. Jakob Lucius II Erben, Helmstedt, 1616 (diglib.hab.de)
- Disputatio Philosophica De Categoriis. Resp. Heinrich Konrad Sarmichhausen. Henning Müller, Helmstedt, 1640, (diglib.hab.de)
- Disputatio Logica De Enunciationibus In Genere Et In Specie De Absolutis. Resp. Gottschalk Duve. Henning Müller, Helmstedt, 1642, (diglib.hab.de)
- Fumus Faculae Nihusianae in rebus Logicis. Henning Müller, Helmstedt, 1643, (diglib.hab.de)
- De Enunciationibus Modalibus Commentarius Novus. Henning Müller, Helmstedt, 1644, (diglib.hab.de)
- Disputatio Ethica De Amicitia. Resp. Friedrich Ulrich Horneius. Henning Müller, Helmstedt, 1648 (diglib.hab.de)
- Disputatio Metaphysica De Compositione Ex Essentia Et Subsistentia. Henning Müller, Helmstedt, 1649, (diglib.hab.de)
- Disputatio Logica De Forma Syllogismi Categorici. Resp. Burchardus Herbort, Henning Müller, Helmstedt, 1650, (diglib.hab.de)
- Disputatio Logica De Syllogismis Absolutis Finitis. Resp. Heinrich Meyer. Henning Müller, Helmstedt, 1655, (diglib.hab.de)
- Disputatio Logica De Syllogismis Absolutis Infinitis. Resp. Heinrich Alt. Henning Müller, Helmstedt, 1656, (diglib.hab.de)
- Brevis Dissertatio Metaphysica De Causalitate Materiae Respectu Formae Immaterialis. Resp. Johannes Maswedel. Henning Müller, 1659, (diglib.hab.de)
- Disputatio Physica De Corpore Perfecte Mixto Inanimi Sive Minerali. Resp. Johann Jacob Limbert. Heitmüller, Helmstedt, 1660, (sachsen.digital)

## Familie
Aus seiner am 13. September 1640 geschlossenen Ehe mit Maria Hosang (* 18. September 1618 in Helmstedt; † 27. September 1679 ebenda,) die Tochter des Helmstedter Bürgermeisters Heinrich Hosang (* 21. Februar 1590 in Helmstedt; † 30. Juni 1650 ebenda) und dessen Frau Elisabeth Ehlers (* 1587 in Helmstedt/Neuer Markt (Neumarkt); † 29. November 1661 in Helmstedt) sind sechs Söhne und vier Töchter hervorgegangen, wovon zwei Söhne jung verstarben. Bekannt von den Kindern ist:
- Catharina Lisabeth Kinderling (≈ 13. August 1641 in Helmstedt)[6] ⚭ mit dem Patritzer in Braunschweig Conrad Hantelmann
- Anna Maria Kinderling (* 20. Januar, ≈ 25. Januar 1644 in Helmstedt;[6] † 2. März 1725 in Magdeburg) ⚭ 12. September 1665[3] mit dem Prediger an der St. Jacobkirche in Magdeburg Christoph Koch (* 3. Mai 1633 in Meitzendorf; † 4. August 1719 in Magdeburg)[7]
- Heinrich Kinderling (≈ 14. Mai 1646 in Helmstedt;[6] † 21. Januar 1646 ebd.[8])
- Hans Heinrich Kinderling (≈ 21. November 1647 in Helmstedt;[6] † 11. April 1648 ebd.[8])
- Margaretha Kinderling (≈ 6. März 1646 in Helmstedt)[6]
- Johann Andreas Kinderling (≈ 21. September 1651 in Helmstedt[6]); 12. Juli 1659 Uni. Helmstedt deponiert, studierte Jura, wurde Advokat in Magdeburg, daselbst Ratsherr und 1706–1737 Bürgermeister ebenda,
- Johann Joachim Kinderling (≈ 11. Mai 1654 in Helmstedt[6]) 12. Juli 1659 Uni. Helmstedt deponiert, Amtmann und Erbsasse in Gross Oerner
- Heinrich Julius Kinderling (* 11. September, ≈ 15. September 1656 in Helmstedt; † Privatlehrer Helmstedt, 1671 Gymnasium Magdeburg, 1674 Uni. Helmstedt, 1676 Uni. Wittenberg, 1676 wieder Uni. Helmstedt, 1683 Lehrer Klosterschule Berge bei Magdeburg, 1693 Pfarrer Schwanebeck bei Berlin, 1701 zweiter Pfarrer St. Georg Berlin, ⚭ I. 1694 in Berlin-Malchow mit Barbara Schadelock, Tochter des Arztes in Stettin Christian Schadelock, ⚭ II. 3. November 1705 in Berlin-Marien mit Benedikta Luise Müller, Tochter des Bürgermeisters Andreas Libertus Müller.[6][9])
- Anna Ottilia Kinderling (≈ 7. April 1659 in Helmstedt[6]), ⚭ mit dem Arzt in Halberstadt Andreas Bohnstett
- Samuel Conrad Kinderling (≈ 2. Dezember 1662 in Helmstedt[6]), 3. Juli 1676 & 26. November 1681 Uni. Helmstedt